# 에스타디오 페르난도 토레스
에스타디오 페르난도 토레스(스페인어: Estadio Fernando Torres)는 스페인 마드리드주 푸엔라브라다에 위치한 다목적 시립 경기장이다. 이 경기장은 현재 CF 푸엔라브라다의 홈구장으로 사용되고 있으며 6,000명의 관중을 수용할 수 있다.

## 역사
2011년에 완공되어 푸엔라브라다 출신인 페르난도 토레스의 업적을 기리기 위해 그의 이름으로 명명된 이 경기장은 그해 9월 1일 토레스의 부모가 귀빈으로 참석해 토레스의 첫 번째 클럽인 아틀레티코 마드리드와 홈팀인 푸엔라브라다의 친선 경기를 통해 개장했다.
2019년 6월, 푸엔라브라다가 세군다 디비시온으로 승격함에 따라 LFP의 리그 경기장 기준을 맞추기 위해 6,000석 규모로 확장하였다.

## 구조
이 경기장은 고정 관람석 1,800석, 하단 관람석 약 500석, 뒷좌석 약 1,000석, TV가 보이는 측면 2,500석 등 6,000명 이상의 관중을 수용할 수 있다. 2019년 8월부터 참가할 2부 리그의 경기장 기준에 맞추기 위해 대대적인 확장 공사를 진행하였다.
이곳에는 축구장 외에도 3개의 풋살 경기장, 실내 및 야외 수영장, 빠델 및 테니스 코트, 피트니스 센터를 갖춘 대규모 스포츠 단지로 구성되어 있다.